# Croton soliman
Croton soliman là một loài thực vật có hoa trong họ Đại kích. Loài này được Cham. & Schltdl. mô tả khoa học đầu tiên năm 1831.